# Чоден (футбольний клуб)
Рігжунг (англ. Rigzhung Football Club) — бутанський футбольний клуб з міста Тхімпху. Домашні матчі проводить на стадіоні «Чанглімітханг». Команда формується з гравців юнацької збірної Бутану (U-19), який грав у Бутанському дивізіоні А, тодішньому вищому футбольному дивізіоні Бутану, але з тих пір його замінив повноцінна Національна ліга. Вони фінішували на 5-му місці в сезоні 2011 року, останнього сезону, де Дивізіон А був вищим дивізіоном. Хоча наприкінці сезону 2011 року вони не вилетіли, вочевидь, не брали участі ні в Дивізіоні А 2012 року, ні в Національній лізі Бутану 2012–2013 років.

## Історія
Перша зареєстрована згадка про те, що «Чоден» змагався в бутанських футбольних турнірах, відноситься до 2005 року, коли вони виграли фінал Б-Дивізіону, перемігши «Рукіс» з рахунком 3:0. Дві нижчі команди в Дивізіоні А, «Рігжунг» і «Дзонгрі», у цьому сезоні зіграли проти «Чодена» і «Рукіз», щоб визначити, які дві будуть грати в вищому дивізіоні чемпіонату Бутану наступного сезону. Результати не відомі, але з наявних даних за 2006 рік виявляється, що «Чоден» отримав підвищення за підсумками сезону, а «Дзонгрі» понизився в класі.
Вперше «Чоден» з'явився в А-Дивізіоні у 2006 році, хоча їх остаточна позиція невідома, оскільки відомі лише декілька результатів разом із дуже фрагментарною підсумковою таблицею. Єдиним відомим результатом «Чодена» в цьому сезоні була перемога з рахунком 1:0 над «Друком Полом».
Однак вони не вилетіли, оскільки змагалися в наступному сезоні, де зайняли шосте місце з восьми команд, ледь уникнувши вильоту. Знову ж таки, інформація цього сезону в кращому випадку неповна. Єдиними зафіксованими результатами для «Чодена» є нічия (1:1) з «Їдзіном» і поразка (0:4) від майбутніх чемпіонів «Транспорт Юнайтед». Їх підсумкова кількість набраних очок також невідома, оскільки немає жодного запису про їх рахунок у фінальній грі проти «Друк Пол». Проте, максимум, що вони могли набрати, – це 20 очок, оскільки в цій грі вони набрали 17 очок.
Їх підсумкова позиція в наступному сезоні невідома, хоча й стала найвищою, яку вони могли посісти, вочевидь це четверте місце, оскільки відома трійка найкращих команд, «Їдзін», «Транспорт Юнайтед» та «Роял Бутан Армі». Однак на середині сезону вони були на шостому місці, випередивши «Друк Атлетик» за різницею м’ячів із шістьма очками, вигравши два з семи матчів до цього моменту. Єдиними двома відомими результатами «Чодена» у 2008 році були нічийні матчі (1:1) з «Друк Полом» та «Їдзіном». Ймовірно, вони могли фінішувати нижче, ніж у попередньому сезоні, але оскільки жоден клуб не підвищувався або понижувався в класі, їм було гарантоване місце у вищому дивізіоні на сезон 2009 року.
«Чоден» продемонстував свій найкращий виступ у 2009 році, зайнявши четверте місце, вигравши шість і зігравши внічию в чотирьох зі своїх тринадцяти матчів (зіграли непарну кількість матчів, оскільки «Королівська армія Бутану» відмовилася від участі в чемпіонаті по ходу сезону, насправді «Чоден» взагалі не грав за армійську команду, тому після зняття команди «Чоден» отримав технічну перемогу з рахунком 2:0). Ця сильна гра включала перемогу з рахунком 11:0 над «Друк Атлетік» і перемогу з рахунком 5:0 над «Рігжунг». Чоден також добре виступив у кубкових змаганнях, оскільки вони дійшли до півфіналу Чемпіонату клубного кубку 2009 року, програвши «Їдзіном» з рахунком 4:1.
У сезонах 2010 і 2011 років, останніх сезонах задокументованих виступів, вони фінішували на п’ятому місці. У 2010 році вони добре завершили сезон, проте перемогли лише проти клубів-аутсайдерів «Нангпа» (2:1 і 4:2) та «Друк Атлетік» з рахунком 4:3. Маючи всього дев’ять набраних очок за весь сезон, вони закінчили відставанням від «Друк Стар» на тринадцять очок, закінчивши на 4-му місці, і зазнавши ряду важких поразок, включаючи від «Друк Полу» (0:8) та «Їдзіном» (0:6), вони закінчили з різницею м'ячів −22.
Ніяких подробиць, окрім їх остаточної позиції, на 2011 рік невідомо. Знову ж таки, вони фінішували вище «Нангпи» та «Друк Атлетік» у скороченому сезоні, який проводився за одноколовою системою матчів в очікуванні початку повного національного чемпіонату, яка фактично була відкладена ще на рік. Це був їх останній на сьогодні сезон у найвищому футбольному дивізіоні в Бутані. У 2012 році «Чоден» не виступав в А-Дивізіоні. З наявних незначних подробиць невідомо, чи грали вони в тому сезоні на нижчому рівні, але команда U-16 змагалася наступного року в B-Дивізіоні і команда U-18 знову приєдналася до А-Дивізіону на сезон 2014 року, яку можна вважати наступником «Чодена», хоча вони офіційно й не виступали під вище вказаною назвою.

## Досягнення
- Б-Дивізіон
  -  Чемпіон (1): 2005